# Meerwijk ('s-Hertogenbosch)
Meerwijk is een gehucht in de gemeente 's-Hertogenbosch,  in de Nederlandse provincie Noord-Brabant. Tot 1971 behoorde het tot de gemeente Empel en Meerwijk. In 1971 is de gemeente Empel en Meerwijk vrijwillig opgegaan in de gemeente 's-Hertogenbosch.
Noord-Brabant: Steden en dorpen      Nederland: Provincies · Gemeenten